# Rue Nicolas-Appert
Rue Nicolas-Appert (ulice Nicolase Apperta) je ulice v Paříži. Nachází se v 11. obvodu.

## Poloha
Ulice vede od křižovatky s Rue Pelée a končí u Passage Sainte-Anne-Popincourt. Ulice je orientována ze severu na jih.

## Historie
Ulice nesla původně provizorní název AB/11. Dne 18. listopadu 1985 byla pojmenována na počest Nicolase Apperta (1749–1841), francouzského vynálezce, který objevil metodu konzervace potravin.

## Významné stavby
- Dům č. 5 – Comédie Bastille. Soukromé divadlo, na jehož boční zdi je freska znázorňující slavné dramatiky (Sofoklés, Molière, Shakespeare, Marivaux aj.) na jevišti. Vytvořil ji v roce 1985 francouzský umělec Philippe Rebuffet. Freska byla renovována v roce 2006.[1]
- dům č. 10 – sídlo redakce časopisu Charlie Hebdo, kde v roce 2015 došlo k vražednému útoku.